# Иванов, Василий Николаевич (красноармеец)
Василий Николаевич Иванов (1925—1947) — Герой Советского Союза, автоматчик мотострелкового батальона 51-й гвардейской танковой бригады 6-го гвардейского танкового корпуса 3-й гвардейской танковой армии Воронежского фронта, гвардии красноармеец.

## Биография
Родился в 1925 году в деревне Демино Вашкинского района Вологодской области в семье крестьянина. Русский. Окончил 7 классов. Работал в колхозе, сначала был рядовым колхозником, а потом руководил полеводческой бригадой.
В Красной Армии с января 1943 года. В 1943 года окончил Саратовское пулемётное училище. В боях Великой Отечественной войны с сентября 1943 года. Сражался на Воронежском и 1-м Украинском фронтах. Принимал участие в освобождении Украины.
Автоматчик мотострелкового батальона 51-й гвардейской танковой бригады (6-й гвардейский танковый корпус, 3-я гвардейская танковая армия, Воронежский фронт) гвардии красноармеец Василий Иванов в числе первых 22 сентября 1943 года преодолел Днепр в районе села Григоровка Каневского района Черкасской области Украины. Участвовал в обеспечении огнём переправы роты автоматчиков на плацдарм, а также в боях за расширение плацдарма.
Указом Президиума Верховного Совета СССР от 17 ноября 1943 года за образцовое выполнение боевых заданий командования на фронте борьбы с немецкими захватчиками и проявленные при этом мужество и героизм, красноармейцу Иванову Василию Николаевичу присвоено звание Героя Советского Союза с вручением ордена Ленина и медали «Золотая Звезда» (№ 2220).
После войны В. Н. Иванов демобилизован из Вооруженных Сил СССР. Вернулся на родину. Работал в колхозе. Погиб 19 сентября 1947 года.

## Награды
Награждён орденом Ленина, медалями.